# Vierge de Dangolsheim
La Vierge de Dangolsheim est un sculpture sur bois représentant la Vierge à l’Enfant, sculptée à Strasbourg vers 1460-1465 par Nicolas Gerhaert de Leyde. Cette statue, considérée comme étant une des œuvres majeure du gothique tardif, se trouve au Bode-Museum.

## Historique
L’historique de l’œuvre est encore assez mal connu. Il est possible qu’elle ait été réalisée pour la cathédrale de Strasbourg, bien que cela reste du domaine de l’hypothèse. Elle se trouve par la suite à la chartreuse de Molsheim, puis dans l’église de Dangolsheim, avant d’arriver dans les collections du Bode-Museum.

## Description
L’œuvre mesure 102 cm de haut pour 42 cm de large et 46 cm de profondeur. Elle est sculptée dans une seule pièce de bois de noyer de bonne qualité, avec peu de défauts de croissance et sans éléments rapportés. La partie basse a toutefois été attaquée par des xylophages, entraînant la perte d’une partie du socle et du bas du manteau. La sculpture présente d’autres dommages légers, notamment au niveau des orteils de l’Enfant ainsi que dans les cheveux de la Vierge, ainsi que quels traces de brûlures. La polychromie d’origine subsiste en partie, couverte par une reprise d’époque baroque.
Marie se tient debout, dans une position légèrement déhanchée, sur un socle polygonal rouge, avec des traces de feuilles d’argent. Elle est vêtue d’une robe de brocart à motifs floraux sur fond bleu clair et doublure rouge de cinabre, serrée à la taille par une ceinture de même couleur. Elle porte par dessus un ample manteau doré débordant du socle. Elle a la tête couverte d’un voile blanc, par dessus lequel se trouvait autrefois une couronne, disparue depuis. Sa chevelure est faite de mèches en forme de spirales abondamment ajourées lui couvrant les épaules et le dos jusqu’à la taille. Les boucles sont moins détaillées dans le dos, signe que, même si l’absence d’évidemment à l’arrière indique que la statue devait être vue de tous les côté, l’arrière devait probablement être moins visible.
De la main droite, elle relève un pan de son manteau tout en tenant le pied gauche de l’Enfant. Celui-ci, qui s’étend en travers du buste de sa mère, relève de la main le voile, comme pour se cacher dessous. Dans l’épaule droite de la Vierge se trouve une petite cavité rectangulaire dissimulée par une planchette et qui a probablement servi a abriter une relique.